# Mistrovství Evropy v boxu žen 2007
VI. mistrovství Evropy žen v boxu proběhlo ve Vejle, Dánsko ve dnech 15. až 20. října 2007. Organizátorem turnaje mistrovství Evropy byla European Amateur Boxing Association (EABA).

## Česká stopa
Na mistrovství Evropy startovaly za Česko 4 boxerky:
- −54 kg: Arleta Krausová (* 1980) z SK Boxing Praha
- −63 kg: Danuše Dilhofová (* 1978) z SK Lady Box Brno
- −66 kg: Věra Koričanská (* 1983) z KBC Příbram
- −70 kg: Martina Schmoranzová (* 1987) z SKS Box Kladno

## Výsledky
| Ženy   | Zlato                     | Stříbro                  | Bronz                        | Bronz                        |
| ------ | ------------------------- | ------------------------ | ---------------------------- | ---------------------------- |
| –46 kg | Steluța Duțăová (ROU)     | Sevda Asenovová (BUL)    | Svetlana Gněvanovová (RUS)   | Sofie Molholtová (DEN)       |
| –48 kg | Monika Csiková (HUN)      | Lidia Ionová (ROU)       | Derya Aktopová (TUR)         | Sarah Ourahmouneová (FRA)    |
| –50 kg | Sümeyra Kayaová (TUR)     | Ewelina Pękalská (POL)   | Diana Timofteová (ROU)       | Virginie Naveová (FRA)       |
| –52 kg | Viktorija Rudenková (UKR) | Shipra Nilssonová (SWE)  | Andreea Ghejuová (ROU)       | Viktorija Usačenková (RUS)   |
| –54 kg | Sofija Očigavaová (RUS)   | Nicola Adamsová (ENG)    | Karolina Michalczuková (POL) | Ljudmila Hrycajová (UKR)     |
| –57 kg | Jelena Gorškovová (RUS)   | Ingrid Egnerová (NOR)    | Malene Nielsenová (DEN)      | Nagehan Gülová (TUR)         |
| –60 kg | Kathleen Taylorová (IRL)  | Sandra Bruggerová (SUI)  | Jana Zavjalovová (UKR)       | Ajzanat Gadžijevová (RUS)    |
| –63 kg | Lucie Bertaudová (FRA)    | Klara Svenssonová (SWE)  | Gülnar Gölçeková (TUR)       | Yvonne Rasmussenová (DEN)    |
| –66 kg | Irina Potějevová (RUS)    | Oliwia Łuczaková (POL)   | Marichelle de Jongová (NED)  | Csilla Csejteiová (HUN)      |
| –70 kg | Julija Němcovová (RUS)    | Luminița Turcinová (ROU) | Ewa Gawendová (POL)          | Nurcan Çarkçıová (TUR)       |
| –75 kg | Anna Laurellová (SWE)     | Marija Javorská (RUS)    | Olha Novikovová (UKR)        | Alexandra De Huttenová (FRA) |
| –80 kg | Anna Gladkichová (RUS)    | Iryna Komarová (UKR)     | Selma Yağcıová (TUR)         | Cătălina Stângăová (ROU)     |
| –86 kg | Jelena Surkovová (RUS)    | Mária Kovácsová (HUN)    | Adriana Hossuová (ROU)       | Dinara Žurgunovová (UKR)     |

## Medailová bilance
V boxu se rozdělilo celkem 13 sad medailí.
| Pořadí | Stát             |       | Ženy    | Ženy  | Ženy | Celkem |
| Pořadí | Stát             | Zlato | Stříbro | Bronz |      | Celkem |
| ------ | ---------------- | ----- | ------- | ----- | ---- | ------ |
| 1.     | Rusko (RUS)      |       | 6       | 1     | 3    | 10     |
| 2.     | Rumunsko (ROU)   |       | 1       | 2     | 4    | 7      |
| 3.     | Švédsko (SWE)    |       | 1       | 2     | 0    | 3      |
| 4.     | Ukrajina (UKR)   |       | 1       | 1     | 4    | 6      |
| 5.     | Maďarsko (HUN)   |       | 1       | 1     | 1    | 3      |
| 6.     | Turecko (TUR)    |       | 1       | 0     | 5    | 6      |
| 7.     | Francie (FRA)    |       | 1       | 0     | 3    | 4      |
| 8.     | Irsko (IRL)      |       | 1       | 0     | 0    | 1      |
| 9.     | Polsko (POL)     |       | 0       | 2     | 2    | 4      |
| 10.    | Bulharsko (BUL)  |       | 0       | 1     | 0    | 1      |
| 10.    | Anglie (ENG)     |       | 0       | 1     | 0    | 1      |
| 10.    | Norsko (NOR)     |       | 0       | 1     | 0    | 1      |
| 10.    | Švýcarsko (SUI)  |       | 0       | 1     | 0    | 1      |
| 14.    | Dánsko (DEN)     |       | 0       | 0     | 3    | 3      |
| 15.    | Nizozemsko (NED) |       | 0       | 0     | 1    | 1      |
| Celkem | Celkem           |       | 13      | 13    | 26   | 52     |